# Eike Batista

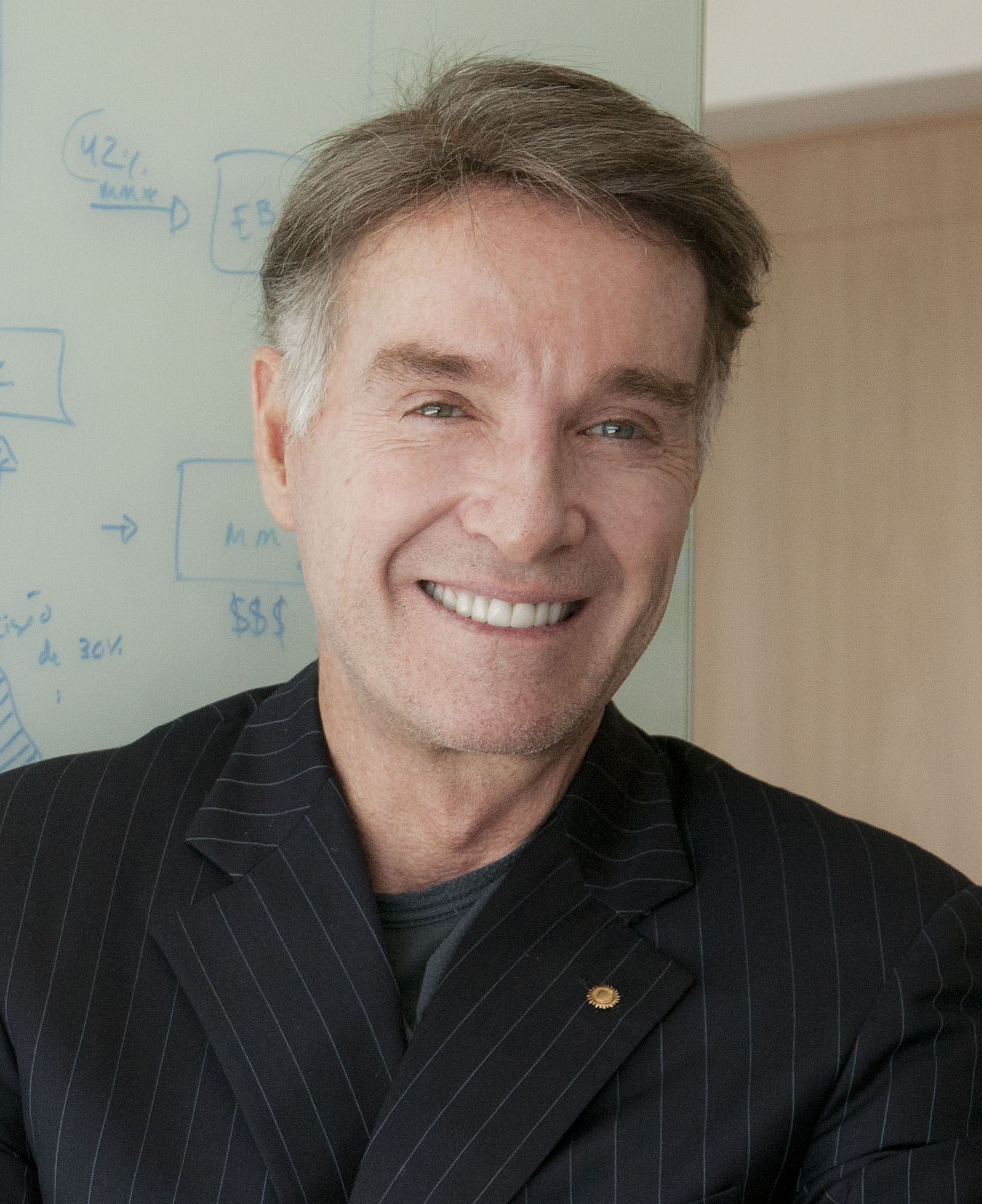
Eike Batista 2011

Eike Fuhrken Batista (* 3. November 1956 in Governador Valadares, Minas Gerais, Brasilien) ist ein deutsch-brasilianischer Unternehmer, Magnat, Eigentümer und Präsident der brasilianischen Holding EBX Group.
2012 war Batista mit einem Vermögen von 30 Mrd. US$ der siebentreichste Mensch der Welt.
Im Juli 2013 betrug sein Vermögen noch 0,2 Mrd. US$, u. a. wegen fallender Aktienkurse seiner Unternehmen. Nachdem zu Jahresbeginn 2015 ein Strafprozess gegen ihn begonnen wurde,
wurde er im Januar 2017 in Untersuchungshaft genommen. Am 3. Juli 2018 wurde er wegen Bestechung des früheren Gouverneurs des Staates Rio de Janeiro Sérgio Cabral zu 30 Jahren Haft mit einer ergänzenden Geldstrafe von 53 Millionen R$ (zu dem Zeitpunkt knapp 12 Millionen Euro) verurteilt.

## Leben

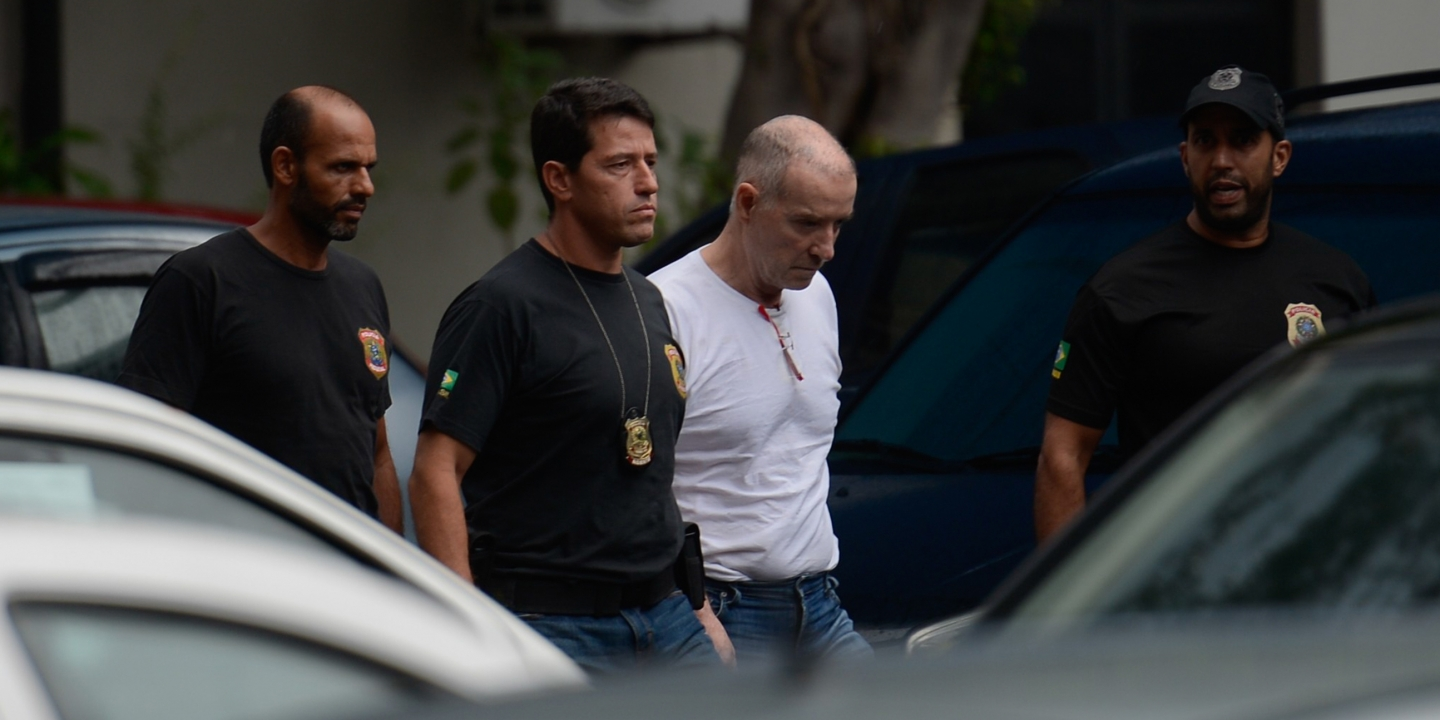
Vor dem Gebäude der Bundespolizei in Bangu (RJ) 2016: Eike Batista wird von Bundespolizisten abgeführt.

Batista ist eines von sieben Kindern des Geschäftsmannes Eliezer Batista, der von 1961 bis 1964 und 1979 bis 1986 Minen- und Energieminister und ehemaliger Präsident des damals voll verstaatlichten Minenkonzerns Vale do Rio Doce war. Seine Mutter, Jutta Fuhrken, kam in Deutschland zur Welt. Seine Kindheit verbrachte er in Brasilien. Als Teenager zogen Batista und seine Familie wegen des Berufs des Vaters nach Europa. Die Batistas lebten in Genf, Düsseldorf und Brüssel. Als er 18 war, zogen seine Eltern wieder nach Brasilien. Batista blieb zunächst in Europa und verdiente seinen Lebensunterhalt, indem er Versicherungspolicen an Haustüren verkaufte. Später verkaufte er Diamanten und Corned Beef. 1974 nahm er ein Metallurgiestudium an der RWTH Aachen auf. Mit 22 verließ er die Universität und kehrte Anfang der 1980er Jahre nach Brasilien zurück.
Er setzte sich als Verkäufer durch, indem er den Kontakt zwischen Goldschürfern aus dem Amazonasgebiet und Käufern in Millionenstädten Brasiliens und Europas herstellte. Mit 23 Jahren gründete er Autram Aurem, eine Goldhandelsfirma, deren Logo die Inkasonne ist. Er setzte die erste Goldwaschanlage im Amazonasgebiet ein, was den Anfang der EBX-Holding markierte. Eineinhalb Jahre später hatte das Unternehmen sechs Millionen USD eingebracht. Einen Goldgräber, der ihm Geld schuldete, beschimpfte Batista als „Hurensohn“. Als sich Batista zu Fuß entfernte, schoss der Bergmann ihm mit einem Revolver in den Rücken. Er war weit genug entfernt, dass die Wirkung nicht tödlich war – Batistas Leibwächter erzählten ihm später, dass sie den Bergmann getötet hätten.
Mit 29 wurde er der Generaldirektor der TVX Gold, ein an der Canadian Stock Exchange notiertes Unternehmen. Damit begannen seine Geschäftsbeziehungen zu den globalen Kapitalmärkten. Von 1980 bis 2000 schuf er mit dem Betrieb von acht Goldminen in Brasilien, Kanada und einer Silbermine in Chile den Wert von 20 Milliarden US-Dollar. Zwischen 1991 und 1996 stieg der Wert seines Unternehmens um mehr als das Dreifache.
Batista heiratete 1991 die Sambatänzerin Luma de Oliveira, 2004 wurde er von ihr geschieden. Sie haben zusammen zwei Söhne, Olin und Thor. Thor Batista wurde Mai 2012 nach einem Verkehrsunfall wegen Totschlags angeklagt.
Batista läuft, schwimmt und treibt Wassersport. In den 1990er Jahren war er brasilianischer und US-amerikanischer Meister der Super Offshore Powerboat Class. 2006 legte er in 3:01,47 Stunden 220 Seemeilen zwischen Santos und Rio de Janeiro zurück und stellte so mit seinem Boot Spirit of Brazil einen neuen Streckenrekord auf. Er sorgte maßgeblich dafür, dass die Fußball-Weltmeisterschaft 2014 und die Olympischen Sommerspiele 2016 nach Brasilien geholt wurden.
Eike Batista führte bis 2013 ein Leben in der Öffentlichkeit, zog sich dann aber weitgehend zurück. Seine persönliche Website mit aktuellen Artikeln, Videos und Neuigkeiten über sein Unternehmen war nicht mehr erreichbar. Batistas beliebteste digitale Plattform war Twitter, das auch als Kommunikationsmittel für seine persönliche Mitteilungen diente. Als sein Sohn Thor 2012 einen Tagelöhner überfahren hatte, verunglimpfte Eike Batista den Getöteten über Twitter, er habe das Leben seines Sohnes in Gefahr gebracht, was zu heftiger Kritik in den brasilianischen Medien führte. Batistas Microblog @eikebatista erreichte knapp 1,4 Millionen Follower; Ende Mai 2013 verschickte er seine letzten Tweets.
2011 veröffentlichte Batista das Buch The Heart of the Matter – Der Hauptpunkt der Frage, in welchem sein Werdegang in der Geschäftswelt dargestellt ist und Unternehmertipps zu finden sind. Weniger in der Öffentlichkeit beachtet werden seine exzentrischen Eigenschaften wie sein Aberglauben und das Beachten von Glückszahlen.
Als Philanthrop unterstützte er Projekte zur Förderung der sozialen Entwicklung, der kulturellen Vielfalt und der Ökobilanz. Von 2006 an spendete er ca. 253 Millionen BRL. Allein 2011 beliefen sich seine Spenden auf 91 Millionen BRL. Batista sagte: „Ich möchte nicht nur der Reichste in Brasilien sein. Ich möchte auch der Großzügigste sein.“ Unter den unterstützten Initiativen befinden sich Projekte in Lençóis Maranhenses, Marinho de Fernando de Noronha, Pantanal und im Mato Grosso, Nationalparks, sowie acht Produktionen brasilianischer Filme, und Geldspenden, um den Bau des Kinderspitals Pro Children’s in Rio de Janeiro fertigzustellen. Da Batista seine finanzielle Unterstützung nicht mehr weiter aufrechterhalten konnte, wurde das Kinderkrankenhaus geschlossen und viele der von ihm geförderten Bauarbeiten eingestellt.
Nach dem Niedergang seines Firmenimperiums musste sich Batista in mehreren Verfahren vor Gericht verantworten. Zu den am stärksten betroffenen Opfern zählten etliche Finanzinvestoren aus dem Nahen Osten ebenso wie die Investmentfirma BlackRock aus den USA. Batistas deutscher Partner im Energiegeschäft war E.ON. Im Mai 2014 klagten einige von seinen Gläubigern wie die Deutsche Bank beim höchsten Gericht im Bundesstaat New York.
Ende Januar 2017 wurde Batista in Untersuchungshaft genommen. Die Strafverfolgungsbehörden werfen ihm vor, dem ehemaligen Gouverneur des Bundesstaates Rio de Janeiro, Sérgio Cabral Filho, Bestechungsgelder in Höhe von 16,5 Millionen US-Dollar gezahlt zu haben.
Batista spricht fließend Portugiesisch, Deutsch, Englisch, Französisch und Spanisch.

## Nationale und internationale Rankings

### International
Anfang 2012 hat die Zeitschrift Forbes Magazine Batista als den siebtreichsten Mann der Welt und den reichsten Mann Südamerikas benannt, sein Vermögen wurde auf 30 Milliarden US$ geschätzt. Eike Batista wurde auch in der Zeitschrift Bloomberg Markets als einziger Brasilianer auf der erstmals September 2011 veröffentlichten Liste der 50 einflussreichsten Personen der Globalfinanz vorgestellt. Im März 2012 schätzte Bloomberg sein Vermögen auf 34,5 Milliarden Dollar. Im August 2013 hatte er 99 % davon verloren und verfügte nur noch über ein Vermögen von 200 Millionen Dollar.

### Brasilien
Ende 2010 war Batista laut Forbes auf Platz 58 der mächtigsten Personen der Welt, in Brasilien hinter der neu gewählten Präsidentin Dilma Rousseff. Die Zeitung Folha de S. Paulo beschreibt Batista als typisches Beispiel eines „Selfmademans“, also eines Unternehmers, der durch eigene Anstrengungen zu seinem Vermögen kam und nicht durch Erbschaft.
Batista sagte 2008, sein Ziel sei, innerhalb fünf Jahren zum reichsten Mann der Welt zu werden. 2008 wurde Batistas Vermögen auf 6,6 Milliarden US$ geschätzt und er nahm den 142. Platz auf der Liste der reichsten Männer der Welt ein. 2009 stieg er auf Platz 61 und galt als reichster Mann Brasiliens.
Die brasilianische Wochenzeitschriften Época und IstoÉ zählten Batista 2010 zu den 100 einflussreichsten Männern Brasiliens. 2011 wurde Batista ins Ranking der 1000 Generaldirektoren der Zeitschrift Dinheiro aufgenommen.

## EBX
Die EBX-Holding produziert Eisenerz in den brasilianischen Bundesstaaten Minas Gerais und Mato Grosso do Sul und hat die erste kommerzielle Solaranlage Brasiliens in Betrieb genommen. Die Holding investiert 2011 und 2012 ca. 15.5 Milliarden US$ in Brasilien und ist verantwortlich für Projekte bedeutenden Ausmaßes in diesem Land, wie den Superhafen Açu von LLX in São João da Barra (Bundesstaat Rio de Janeiro RJ), den Superhafen Sudeste von MMX in Itaguaí (RJ) und die Wärmekraftwerke von MPX in Itaqui (Bundesstaat Maranhão MA) und Pecém (Bundesstaat Ceará CE). Diese bedeutenden Energie- und Infrastrukturprojekte werden parallel ausgeführt zu den Erkundungsbohrungen von OGX in den Buchten von Campos (RJ), Santos (São Paulo SP) und Parnaíba (MA), anlässlich welcher Öl- und Gasvorkommen entdeckt wurden. Gegenwärtig arbeiten 20.000 Arbeiter auf dem Bau und in weiteren operationellen Bereichen für dieses Projekt der Holding.
Rio de Janeiro ist der Hauptsitz der EBX-Holding, welche ebenfalls in anderen neun brasilianischen Bundesstaaten tätig ist. Es gibt eine Niederlassung in New York (USA), Kolumbien und Chile.
Abgesehen vom Sektor der Infrastruktur und natürliche Ressourcen investiert Eike Batistas EBX-Holding auch in anderen Branchen wie Immobilien (REX), Unterhaltung (IMX) Technologie (SIX) und Catering (NRX). In Rio unterstützt EBX Sport-, Bewirtungs-, Gastronomie-, Gesundheits- und Schönheitsinitiativen.
Seit Anfang 2000 hat Batista seine Bestrebungen vor allem auf den Bereich der natürlichen Ressourcen, Energie und Infrastruktur gerichtet.